# Tablette de Kish
La tablette de Kish est une tablette de grès découverte au cours de fouilles près de Tell al-Uhaymir (province de Babylone, Irak), site de l'ancienne cité mésopotamienne de Kish. Elle porte une double inscription pictographique datée du milieu de la période d'Uruk.

## Description
La tablette de Kish est inscrite des deux côtés de signes proto-cunéiformes. Elle est datée du XXXVIe siècle av. J.-C., ce qui en fait l’inscription la plus ancienne du monde. L'inscription est pictographique et représenterait une étape de proto-écriture avant l'émergence d'une écriture plus abstraite et partiellement syllabique rendue par le cunéiforme. Cette tablette est donc le premier document écrit connu de Mésopotamie, pendant sa période pré-littéraire.

## Analyse
Selon Peter Stearns, les inscriptions transcriraient des données comptables. Elles n'ont toutefois pas été déchiffrées, car les signes sont quasiment inconnus. De plus, on ne peut pas certifier à quelle langue elles correspondent.
Quantité de tablettes inscrites datées du XXXIIe siècle av. J.-C. ont été découvertes à Uruk, plus au sud, en zone sumérienne, à une période nettement postérieure. Les premiers documents écrits connus en langue sumérienne apparaissent ainsi à Uruk, puis à Djemdet Nasr. La période de Djemdet Nasr (3100 - 2900 av. J.-C.) voit le passage du proto-cunéiforme au cunéiforme. Les inscriptions que l'on y a trouvées sont de caractère administratif ou commercial.

## Musées
Un moulage en plâtre de la tablette de Kish est présenté au public au musée Ashmolean d'Oxford, en Angleterre.